# Izmailovo Sports Palace
L'Izmailovo Sports Palace, o Palazzo dello sport di Izmailovo è un'arena coperta situata nel distretto orientale di Mosca presso il quartiere omonimo all'interno del Parco di Izmailovo, costruito tra il 1976 e il 1980 appositamente per i Giochi della XXII Olimpiade. Nella storia delle Olimpiadi è stato il più grande impianto a ospitare le gare di sollevamento pesi.

## Storia
Durante le Olimpiadi del 1980 si svolsero le gare di sollevamento pesi. Dopo la fine dei Giochi Olimpici, entrò a far parte del complesso di impianti sportivi dell'Università statale russa di cultura fisica, sport, gioventù e turismo. Vennero costruite un'arena per gli allenamenti di pattinaggio artistico, un'arena per il calcio a 5 e l'hockey su ghiaccio, una sala per le coreografie e una sala per la preparazione atletica. Ospitò anche le gare dei campionati mondiali ed europei di sollevamento pesi nel 1983.

## Architettura
Progettato nell'Officina n. 3 dell'Istituto Soyuzsportproekt e costruito tra il 1976 e il 1980 dagli architetti I. Gunst e N. Smirnov e dagli ingegneri progettisti K. Illenko e M. Pugachevsky), durante le gare olimpiche le dimensioni del palazzo dello sport con l'arena erano di 61x30 metri, mentre l'altezza era di circa 16 metri. Le tribune erano progettate per 5000 spettatori (tra cui 1000 posti fissi e 4000 posti temporanei su seggiolini pieghevoli). Al centro c'era un palco di 35x25 metri, situato un metro sopra il livello dell'arena. Al centro del palco era posizionata la piattaforma per il sollevamento pesi di 4x4 metri. Sopra c'era un tabellone segnapunti elettronico.
Dopo la fine delle Olimpiadi, al posto del secondo ordine di tribune prefabbricate, furono realizzati due palazzetti dello sport di misura 30x18 metri, separati da un tramezzo. All'occorrenza potevano essere riuniti in un'unica sala di 60x18 metri per la pratica del calcio a 5.
L'edificio ha pianta pressoché quadrata, le facciate hanno contorni alquanto concavi. Il Palazzo dello Sport è installato su uno stilobate sviluppato, le cui terrazze collegano il volume principale dell'edificio con la discesa al lago di Izmailovo e allo stadio di Izmailovo. Le dimensioni complessive della sala centrale sono di 72x66 metri, è ricoperta da una membrana metallica cedevole di 2 millimetri di spessore. La membrana è fissata ad un contorno di sostegno appoggiato su colonne in cemento armato. Le pareti ondulate del palazzo dello sport sono costituite da vassoi rettangolari verticali rivestiti in pietra chiara, tra i quali sono presenti vetri. Questo design aiuta a evitare la luce solare diretta. In un unico insieme con la sala ci sono tre piscine e una vasca per i tuffi.